# Motor homopolar

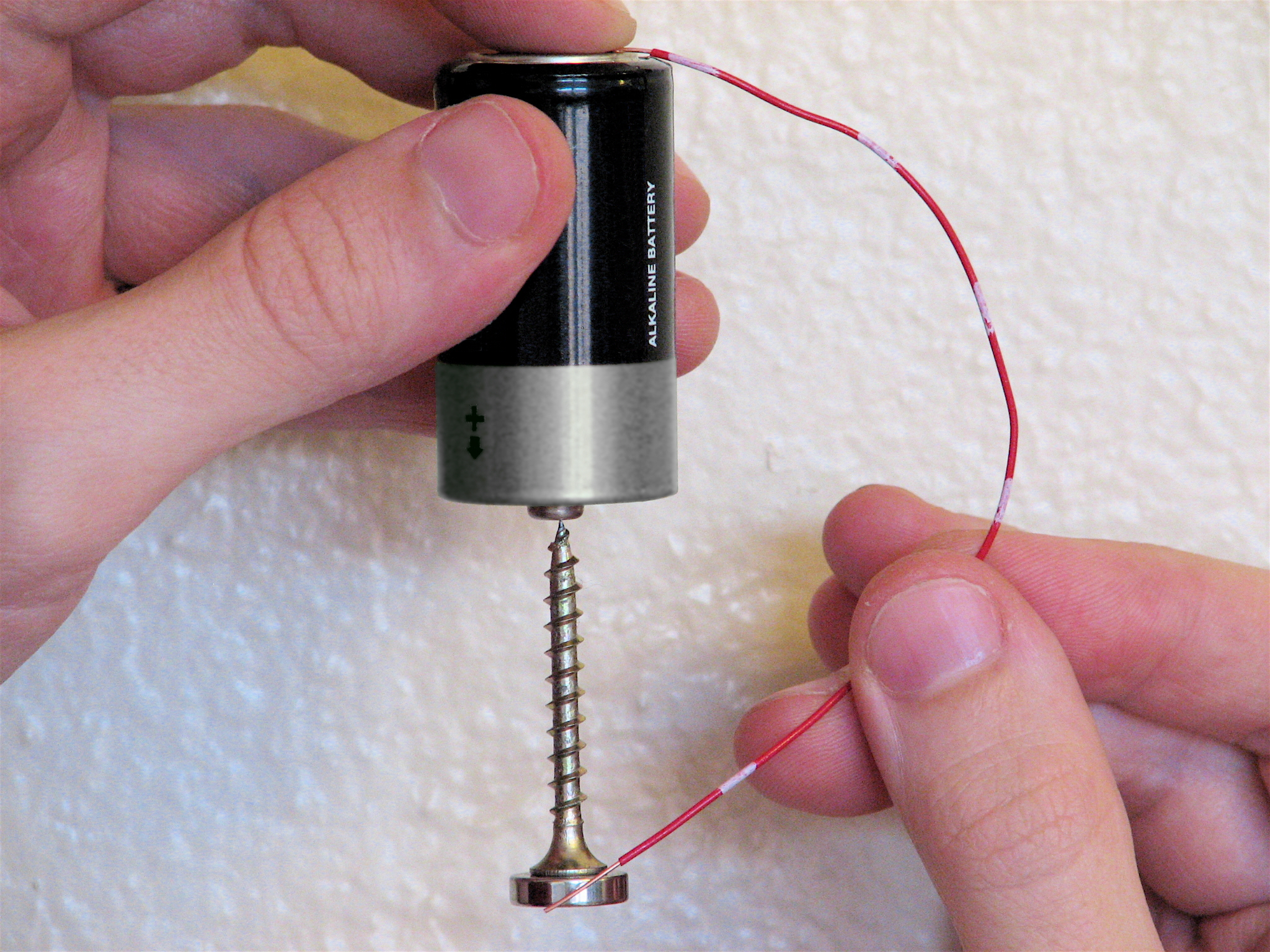
Motor homopolar simple construido con un tornillo, una batería, un alambre, y un imán con forma de disco. El imán se encuentra sobre la cabeza del tornillo. El tornillo y el imán hacen contacto con la parte inferior de la batería y se mantienen juntos por acción de la atracción del imán. El tornillo y el imán giran, donde el extremo del tornillo hace de rodamiento.

Un motor homopolar es un motor eléctrico de corriente continua con dos polos magnéticos, cuyos conductores siempre cortan líneas unidireccionales de flujo magnético al girar un conductor alrededor de un eje fijo de modo que el conductor esté en ángulo recto con un campo magnético estático. Siendo la fuerza resultante continua en una dirección, el motor homopolar no necesita conmutador pero aún requiere anillos colectores. El nombre homopolar indica que la polaridad eléctrica del conductor y los polos del campo magnético no cambian (es decir, que no requiere conmutación).

## Historia

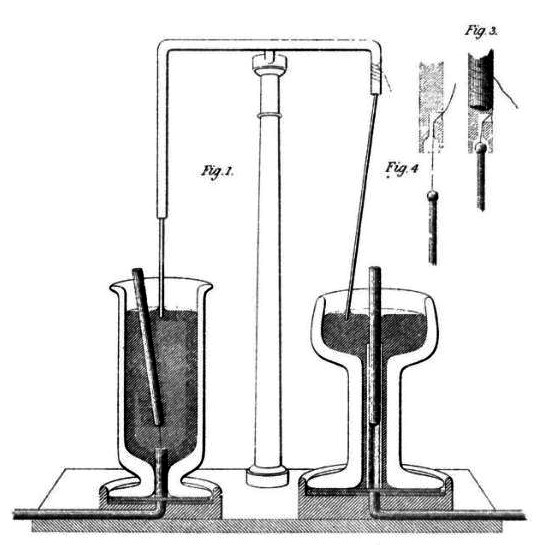
Experimento de rotación electromagnética de Faraday, ca. 1821

El motor homopolar fue el primer motor eléctrico que se construyó. Su funcionamiento fue demostrado por Michael Faraday en 1821 en la Royal Institution de Londres.
En 1821, poco después de que el físico y químico danés Hans Christian Ørsted descubriera el fenómeno del electromagnetismo, Humphry Davy y el científico británico William Hyde Wollaston intentaron diseñar un motor eléctrico, pero fracasaron. Faraday, habiendo sido desafiado por Humphry en broma, pasó a construir dos dispositivos para producir lo que llamó "rotación electromagnética". Uno de estos, ahora conocido como motor homopolar, provocó un movimiento circular continuo que fue engendrado por la fuerza magnética circular alrededor de un cable que se extendía en un charco de mercurio donde se colocó un imán. El cable giraría alrededor del imán si se le suministrara corriente desde una batería química. Estos experimentos e invenciones formaron la base de la tecnología electromagnética moderna. En su entusiasmo, Faraday publicó los resultados. Esto tensó su relación de mentor con Davy, debido a los celos de su mentor por el logro de Faraday, y es la razón de la asignación de Faraday a otras actividades, lo que, en consecuencia, impidió su participación en la investigación electromagnética durante varios años.
Benjamin Lamme describió en 1913 una máquina homopolar de 2.000 kW, 260 V, 7.700 A y 1.200 rpm con 16 anillos colectores operando a una velocidad periférica de 67 m/s. Un generador unipolar de 1.125 kW, 7,5 V, 150.000 A, 514 rpm construido en 1934 se instaló en una acería estadounidense para soldar tuberías.

## Principio de funcionamiento
El motor homopolar es traccionado por la fuerza de Lorentz. Un conductor por el cual circula una corriente eléctrica cuando es colocado en un campo magnético perpendicular a la dirección de la corriente experimenta una fuerza de dirección perpendicular tanto al campo magnético como a la corriente.  Esta fuerza provee un torque alrededor del eje de rotación.  Como el eje de rotación es paralelo al campo magnético, y el campo magnético opuesto no cambia su polaridad, no se requiere conmutación para que el conductor rote. Esta simplicidad se logra más fácilmente con diseños de una sola vuelta de alambre, lo que hace que los motores homopolares no sean adecuados para la mayoría de las aplicaciones prácticas.
Como la mayoría de las máquinas electromecánicas, un motor homopolar es reversible: si el conductor se gira mecánicamente, entonces funcionará como un generador homopolar, produciendo un voltaje de corriente continua (CC) entre los dos terminales del conductor. La corriente continua producida es un efecto de la naturaleza homopolar del diseño. Los generadores homopolares se investigaron extensamente a finales del siglo XX como fuentes de alimentación de CC de baja tensión pero muy alta corriente y han logrado cierto éxito en la alimentación de railguns experimentales.

## Galería

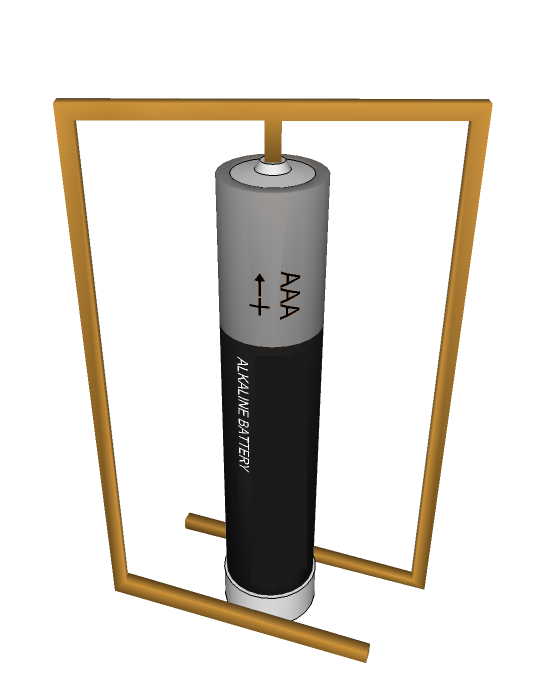
Motor homopolar vista 3D
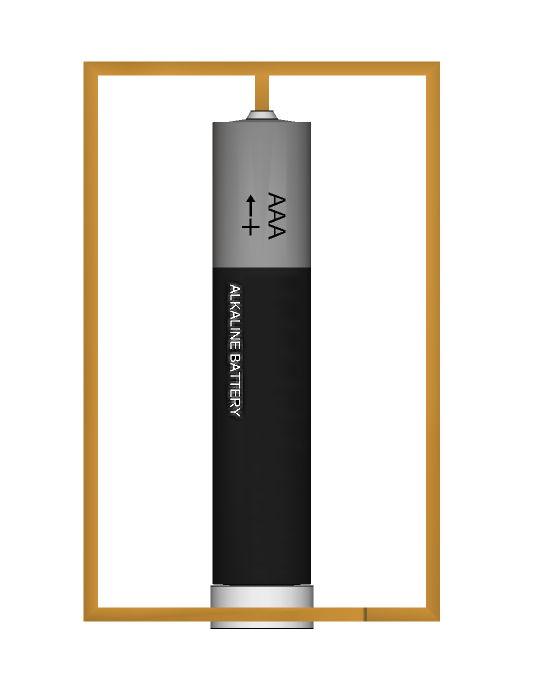
Motor homopolar vista 2D
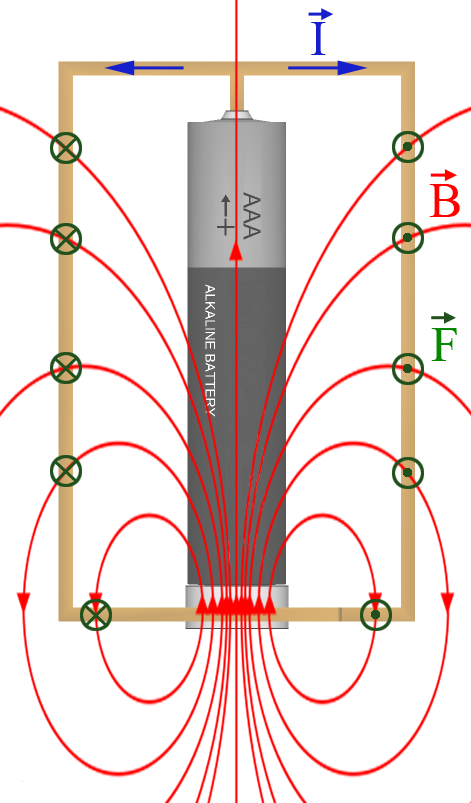
Corriente, líneas de campo magnético y fuerza de Lorentz en un motor homopolar
- Video
- Video